# Саут-Ист-Кейп

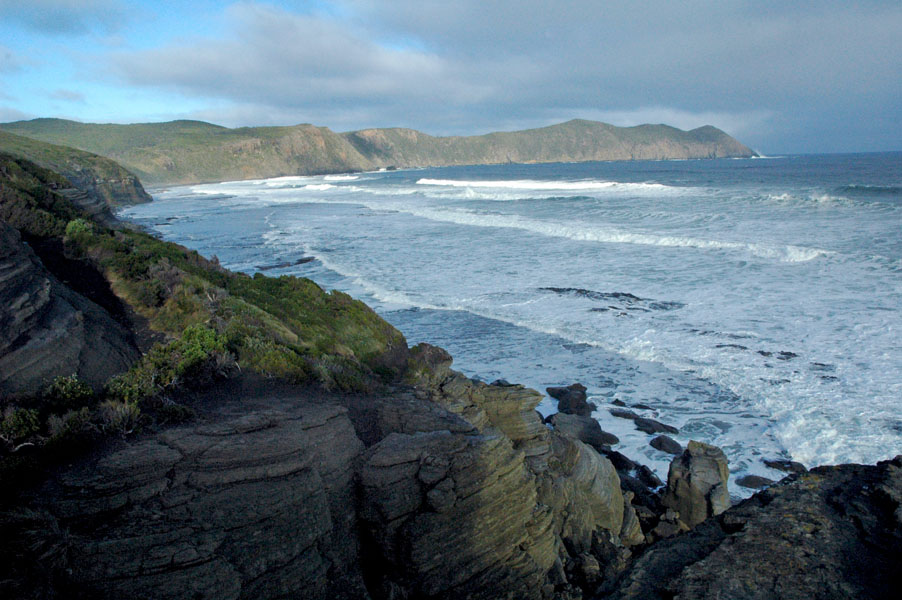
Мыс Саут-Ист-Кейп.

Саут-Ист-Кейп (англ. South East Cape - юго-восточный мыс) — мыс, самая южная точка острова Тасмания.

## География

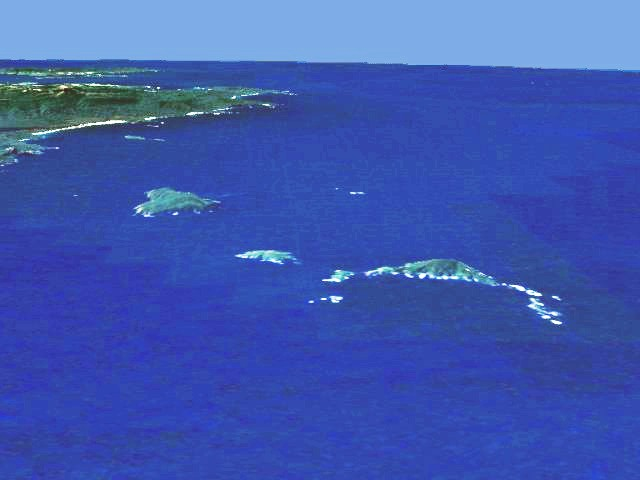
Острова Матсайкер.

Мыс Саут-Ист-Кейп расположен на скалистом необитаемом полуострове в южной части острова Тасмания. Является частью района местного самоуправления Хуон-Вэлли (англ. Huon Valley Council) австралийского штата Тасмания. Расположен примерно в 125 км к юго-западу от административного центра штата, города Хобарт. К западу от мыса находится бухта Саут-Кейп-Бей, а также восточная граница Национального парка Саут-Уэст (англ. Southwest National Park) с островами Матсайкер. К северо-востоку от него расположен остров Бруни. Мыс Саут-Ист-Кейп омывается водами Индийского и Тихого океанов (Тасмановым морем).
Мыс часто называют «самой южной точкой Австралии». Однако в действительности это так в том случае, если брать в расчёт только материковую часть Австралии и остров Тасмания. На самом деле, существует также ещё несколько небольших прибрежных островов, которые, являясь частью Австралийского Союза, находятся южнее мыса Саут-Ист-Кейп, например, острова Матсайкер, расположенные примерно в 45 км к западу от мыса, морская скала Мьюстоун, расположенная южнее мыса почти на 11 км, острова Педра-Бранка, расположенные южнее мыса на 24 км, скала Эддистон. Если же брать в расчёт и внешние территории Австралии, то самыми южными точками окажутся или остров Маккуори или даже спорные территории Австралии в Антарктиде.

## История
Традиционно мыс играл важную роль для местных аборигенов, которые занимались вблизи мыса охотой на тюленей и других животных. Первым европейцем, увидевшим мыс, стал французский путешественник Жозеф Антуан де Брюни Д’Антркасто, который занимался поисками экспедиции другого французского мореплавателя — Жана Франсуа де Лаперуза. Это произошло совершенно случайно в 1792 году, когда судно Д’Антркасто было отнесено к мысу в результате сильного шторма.

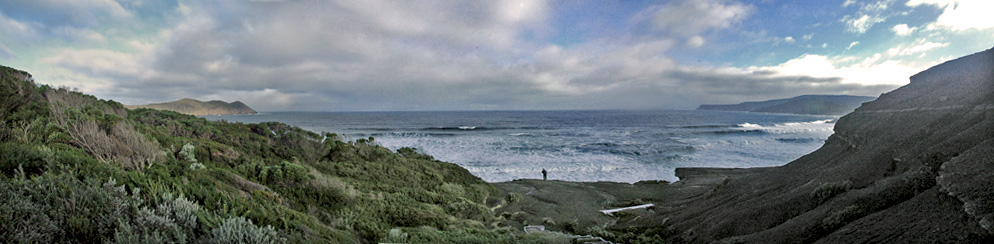
Панорама Саут-Кейп-Бей: Мыс Саут-Ист-Кейп — слева.